# Mokre Kolonia
Mokre Kolonia – nieczynna stacja kolejowa położona we wsi Mokre-Kolonia, w województwie opolskim, w Polsce.